# HIP 12961
HIP 12961 eller Koeia, är en ensam stjärna i den mellersta delen av stjärnbilden Eridanus. Den har en skenbar magnitud av ca 10,24 och kräver ett teleskop för att kunna observeras. Baserat på parallax enligt Gaia Data Release 2 på ca 42,8 mas, beräknas den befinna sig på ett avstånd på ca 76 ljusår (ca 23 parsek) från solen. Den rör sig bort från solen med en heliocentrisk radialhastighet på ca 33 km/s. Den har en relativt stor egenrörelse av 0,300 bågsekund per år över himlavalvet.

## Nomenklatur
HIP 12961 har på förslag av Puerto Rico fått Koeia. Namnet valdes i NameExoWorlds-kampanjen under IAU:s 100-årsjubileum. Koeia är ordet för stjärna på språket hos ursprungsbefolkningen i Taíno i Karibien. En tillhörande planet har fått Aumatex. Aumatex var vindens gud i mytologin hos Taínofolket. Namnen valdes av Society of Women in Space Exploration-UPR-Humacao Chapter.

## Egenskaper
HIP 12961 är en orange till röd dvärgstjärna i huvudserien av spektralklass M0, som visar en hög nivå av kromosfärisk aktivitet och är en av ljusstarkaste kända röda dvärgarna. Den har en massa som är ca 0,64 solmassa, en radie som är ca 0,63 solradie och har ca 0,095 gånger solens utstrålning av energi från dess fotosfär vid en effektiv temperatur av ca 4 100 K.

## Planetsystem
HIP 12961 b är en exoplanet som tillkännagavs i ett pressmeddelande i oktober 2009. Denna planet har minst hälften av Jupiters massa och har en omloppsperiod av över åtta veckor med en separation av 0,25 AE och en excentricitet på 0,17.
| Planet | Massa     | Halv storaxel (AE) | Siderisk omloppstid (d) | Excentricitet | Inklination | Radie |
| ------ | --------- | ------------------ | ----------------------- | ------------- | ----------- | ----- |
| b      | ≥ 0,35 MJ | 0,25               | 57,435 ± 0,042          | 0,166 ± 0,034 | -           | -     |